# Muzeji Hrvatskog zagorja
Muzeji Hrvatskog zagorja složena su baštinska ustanova ustrojena od pet specijaliziranih muzeja smještenih u Hrvatskom zagorju. 

## Ustrojstvo Muzeja
Muzeji su jedna pravna osoba koju zastupa ravnatelj Muzeja Hrvatskog zagorja, Jurica Sabol, dipl. ing. geol. Muzeji imaju zajedničku financijsko-računovodstvenu službu te službu za opće i pravne poslove. Jedinice Muzeja Hrvatskog zagorja nalaze se na području Krapinsko-zagorske županije:
- Galerija Antuna Augustinčića, Klanjec
- Dvor Veliki Tabor, Desinić
- Muzej krapinskih neandertalaca, Krapina
- Muzej seljačkih buna, Gornja Stubica
- Muzej "Staro selo", Kumrovec

Muzeji Hrvatskog zagorja najveći su kompleksni muzej u Hrvatskoj čijih pet muzejskih jedinica obuhvaća veliki broj objekata, njih 65, s površinom od 229 393,3 m2.

## Najuspješniji projekti

### Izgradnja i postav Muzeja krapinskih neandertalaca u Krapini (2003. – 2010.)
Investicija projekta izgradnje i oblikovanja postava Muzeja krapinskih neandertalaca bila je jedna od kapitalnih investicija Ministarstva kulture RH. Autori projekta i realizacije su Željko Kovačić i Jakov Radovčić. Otvoren je krajem veljače 2010. godine otvoren, a posjetilo ga je više od 150.000 posjetitelja u prvoj godini djelovanja.

### Craftattract
Craftattract je projekt koji je realiziran zajedno s nacionalnim i slovenskim partnerima unutar inicijative INTERREG IIIA, Programa za susjedstvo. Projekt je bio implementiran zahvaljujući sufinanciranju iz EU fondova tijekom 2007. – 2008., no kako je jedan od ciljeva projekta bila njegova održivost, i nakon prestanka sufinanciranja iz pretpristupnih fondova EU, novoosnovani Centar za tradicijske obrte i vještine u Muzejima Hrvatskog zagorja nastavio je s aktivnostima. Stručni djelatnici Muzeja pripremali su nastavak projekta u sklopu nekoliko novih inicijativa i s novim partnerima. Projekt Craftattract koristio je i Ministarstvo kulture RH prilikom prijave fenomena tradicijskih obrta i vještina na nacionalnu i UNESCO Reprezentativnu listu nematerijalne baštine. Realizirana su dva uspješna upisa iz Krapinsko-zagorske županije na UNESCO-ov popis i to Izrada tradicijskih drvenih igračaka Hrvatskog zagorja, te Medičarstvo SZ Hrvatske. Ta dva upisa uspjeh su stručnjaka Muzeja Hrvatskog zagorja, posebno etnologa iz Muzeja „Staro selo“ iz Kumrovca i povjesničara umjetnosti iz Muzeja seljačkih buna u Gornjoj Stubici.  

### Projekt »Regija digitalnih muzeja«
U projekt su uključene dvije ustrojbene jedinice Muzeja Hrvatskog zagorja, Muzej krapinskih neandertalaca i Dvor Veliki Tabor. Projekt je prihvaćen u sklopu Programa pripreme i provedbe razvojnih projekata prihvatljivih za financiranje iz fondova Europske unije. Projekt Regija digitalnih muzeja bavi se očuvanjem kulturne i povijesne baštine korištenjem novih tehnologija u prezentaciji i međunarodnoj promociji sjeverozapadne Hrvatske. Krajnji cilj je urediti odabrane lokacije koje su strateški prioriteti regija u atraktivne i suvremene muzejske postave dostupne korisnicima i turistima i to na održiv način kako bi se potaknuo ukupan razvoj područja.

### Ecultvalue
Izgradnja novog pristupa i sinergija kako bi se povezali svi ključni dionici i objedinili napori europskih istraživačkih programa koji su usmjereni na kulturne sadržaje koji koriste nove tehnologije. Cilj je uspostaviti suradnju između sektora baštine, posebno u muzejima i ICT sektora koji vode ka boljem razumijevanju potreba i mogućnosti. Žele se identificirati primjeri dobre prakse, metode i rješenja koji će osigurati nova iskustva namijenjena korisnicima. Cilj je povećati dostupnost baštine stvarnim i virtualnim posjetiteljima što donosi višestruke koristi muzejskom sektoru, poduzetnicima iz područja novih tehnologija i samim korisnicima. 

### Ice Age Europe
Muzeji Hrvatskog zagorja i Muzej krapinskih neandertalaca potpisali su zajedno s 15 partnera iz više europskih zemalja sporazum o osnivanju zajedničke mreže koja promiče kulturnu i prirodnu baštinu iz razdoblja pleistocena pod nazivom Ice Age Europe. Ciljevi mreže su podizanje svijesti o potrebi zaštite i konzervacije lokaliteta iz ledenog doba, razvoj zajedničkih programa i razmjena dobrih iskustava i praksi te poticanje međusobne suradnje.

## Nagrade i priznanja
- Nagrada za doprinos razvoju kulturne baštine, Diplomacy&Commerce, 2023.
- Priznanje 23. Zagorskog gospodarskog zbora za najbolju animaciju, uz žive slike Krapinskog neandertalca, Matije Gupca, Veronike Desinićke, vitezova i dama, te Zagorske svadbe, 2015.
- Nagrada Simply the Best 2014 s brončanim znakom u kategoriji Muzejske ustanove za Trijenale zagorskog suvenira i kreativno obogaćivanje turističke ponude Gornje Stubice, Krapine i Kumrovca
- Srebrna plaketa Obrtničke komore Krapinsko-zagorske županije za promicanje tradicijskih obrta, 2011.
- UNESCO povelja za upis Medičarstva sjeverne Hrvatske na Reprezentativnu listu nematerijalne baštine čovječanstva, 2010.
- UNESCO povelja za upis Tradicijskih dječjih igrački Hrvatskog zagorja na Reprezentativnu listu nematerijalne baštine čovječanstva, 2009.